# Stundenverrechnungssatz
Der Stundenverrechnungssatz ist eine wichtige betriebswirtschaftliche Kostengröße und Kalkulationskennziffer in Klein- und mittleren Unternehmen.
Zur Berechnung dieser Kosten werden aktuelle tarifliche Werte und die Kosten- und Vermögenswerte des jeweils vergangenen Jahres verwendet. Im Stundenverrechnungssatz sind die Kosten ermittelt, die dem Arbeitgeber beim Einsatz von Personal je Stunden entstehen. Dieser Wert wird innerbetrieblich zur Kostenberechnung, zur Angebotskalkulation und zur Rechnungstellung verwendet. Die Höhe der Stundenverrechnungssätze differiert erheblich zu den gezahlten Löhnen, da sie alle Betriebskosten anteilig beinhalten und einen Risiko- und Gewinnzuschlag umfassen.

## Ermittlung der produktiven Stunden
Bei einem 8-Stunden-Tag und einer 5-Tage-Woche ergeben sich rechnerisch bei 52 Wochen×40 Stunden = 2.080 Arbeitsstunden im Jahr. Hiervon abgesetzt werden Urlaubstage, Krankheitstage, Feiertage die auf einen Arbeitstag entfallen und die Befreiungstage, die in Tarifverträgen festgeschrieben sind. Ferner werden unproduktive Stunden, wie z. B. Material be- und entladen, Wartezeiten, Störungen im Betriebsablauf, Maschinenstandzeiten und -pflege, Arbeitsvorbereitung und Aufräumarbeiten, die in Prozent umgerechnet werden, von dem Ergebnis abgesetzt. Hier ein Beispiel:
| Anzahl der Jahresstunden (z. B. 2080 Stunden)                                       |
| - gesetzliche Feiertage (z. B. 10 Tage×8 Stunden = 80 Stunden)                      |
| - geschätzte Krankheitstage (z. B. 10 Tage×8 Stunden = 80 Stunden)                  |
| - tarifliche Befreiungen (z. B. 2 Tage×8 Stunden = 16 Stunden)                      |
| - tarifliche Urlaubstage (z. B. 30 Urlaubstage×8 Stunden = 240 Stunden)             |
| = Anzahl der Anwesenheitsstunden im Jahr (z. B. 2080 - 416 Stunden = 1.664 Stunden) |
| - unproduktive Zeiten (z. B. 5 % = 84 Stunden)                                      |
| = Anzahl der produktiven Stunden (z. B. 1.664 - 84 Stunden = 1580 Stunden)          |

## Ermittlung der Kosten je Stunde

### Ermittlung der lohnunabhängigen Kosten
| Stundenlohn (gezahlter)x Produktiven Stunden im Jahr          |
| vermögenswirksame Leistungen je Jahr (z. B. 12 Monate × 52 €) |
| tarifliches Urlaubsgeld je Jahr (z. B. 30 Tage × 30 €)        |
| weitere Monatsgehälter (z. B. 13. Monatsgehalt)               |
| + freiwillige Leistungen je Jahr                              |
| = Bruttolohn je Jahr                                          |

### Ermittlung der lohnabhängigen Kosten
Die lohnabhängigen Kosten, die der Arbeitgeber zu tragen hat, werden auf die Bruttolohnsumme in Prozent zugerechnet. Sie werden in Gänze an die jeweiligen Institutionen ausbezahlt und in etwa hälftig in Deutschland zwischen Arbeitgeber und Arbeitnehmer aufgeteilt. Verrechnet werden im Stundenverrechnungssatz lediglich die Kosten des Arbeitgebers. Die Basis für die Berechnung der lohnabhängigen Kosten bildet der Bruttolohn je Jahr.
| Bruttolohn je Jahr                      |
| + Rentenversicherungsbeitrag in Prozent |
| + Arbeitslosenversicherung in Prozent   |
| + Krankenkassenbeitrag in Prozent       |
| + Pflegeversicherungsbeitrag in Prozent |
| + Berufsgenossenschaftsbeitrag          |
| + Beitrag nach Lohnfortzahlungsgesetz   |
| + Umlage 1 (Krankengeld)                |
| + Umlage 2 (Mutterschutz)               |
| = Lohnaufwand je Jahr                   |

## Stundenwert und Gemeinkostenzuschlagssatz

### Fertigungsstundensatz
Der Lohnaufwand je Jahr wird durch die Anzahl der produktiven Stunden dividiert. Dies ergibt den sogenannten Fertigungsstundensatz. Dieser Wert ist der Durchschnittswert, der aufgrund einzelbetrieblicher oder allgemeinverbindlicher Tarifverträge in Deutschland in einer regionalen Branche gezahlt wird. Er schwankt lediglich gering wegen unterschiedlicher Produktivität der Betriebe. Erst nach Zurechnung der individuellen Gemeinkosten und der Gewinnererwartung des Betriebes ergeben sich unterschiedliche Stundenverrechnungssätze. Auf den Fertigungsstundensatz wird der unterschiedliche Gemeinkostenzuschlagssatz des Betriebes in Prozent wie auch der erwartete Risiko- und Gewinnzuschlagssatz aufgeschlagen.
{\displaystyle {\text{Fertigungsstundensatz}}={\frac {\text{Jahreslohnaufwand}}{\text{produktive Jahresstunden}}}}

### Gemeinkostenzuschlagssatz
Zu den Gemeinkosten des Betriebes zählen,

a) die Kosten, die in der Buchhaltung erfasst werden, wie z. B. die betriebliche Steuern, Raumkosten, Bürokosten, Miete bzw. Pacht, Strom, Gas, Wasser, Reparaturen, Betriebsstoffe, Kfz-Kosten, Zinsaufwand für betriebliche Darlehen und Hypotheken, Gebühren und Anwaltskosten und

b) die kalkulatorischen Kosten, wie z. B. die kalkulatorische Miete oder Pacht, kalkulatorische Abschreibung, kalkulatorische Instandhaltung, kalkulatorische Eigenkapitalverzinsung, kalkulatorischer Unternehmerlohn und Kalkulation für mithelfende Familienangehörige.

### Netto-Stundenverrechnungssatz
Auf den Fertigungsstundensatz werden die Gemeinkosten in Prozent sowie ein Risiko- und Gewinnzuschlagssatz aufgeschlagen. Das Ergebnis ist der Netto-Stundenverrechnungssatz und auf diesen wird die gesetzliche Mehrwertsteuer verrechnet.
| Fertigungsstundensatz                              |
| * (1 + Gemeinkostenzuschlagssatz in Prozent)       |
| = Selbstkostenverrechnungssatz                     |
| * (1 + Risiko- und Gewinnzuschlagssatz in Prozent) |
| = Netto-Stundenverrechnungssatz                    |
| * (1 + Mehrwertsteuersatz in Prozent)              |
| = Brutto-Stundenverrechnungssatz                   |